# Pic d'Ardiden
Le pic d'Ardiden est un sommet des Pyrénées françaises qui culmine à 2 988 m d'altitude. Il domine la station de sports d'hiver de Luz-Ardiden et les lacs d'Ardiden.

## Géographie

### Topographie

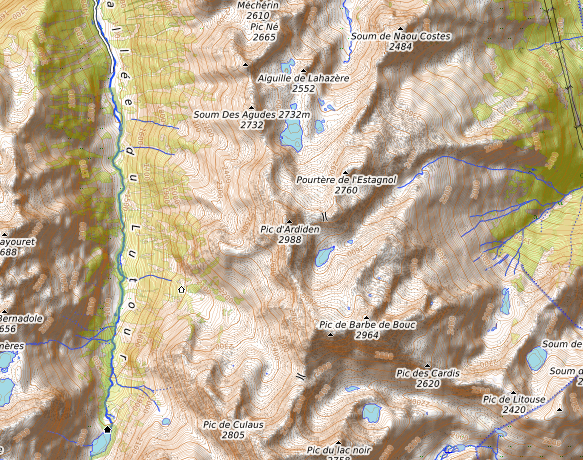
Carte topographique du pic.

Il est situé dans le département des Hautes-Pyrénées, dans le massif d'Ardiden, entre la vallée de Lutour et la vallée de Luz-Saint-Sauveur.

## Voies d'accès
Il existe deux voies d'accès principales :
- par la Fruitière (vallée de Lutour) et le refuge Russell ;
- par le plateau de Bernazau et les lacs d'Ardiden.

Ces deux voies présentent 1 600 m de dénivelé et débouchent sur une arête finale composée de blocs de granite où il faut souvent s'aider des mains.